# 絢香×可苦可樂
絢香×可苦可樂（絢香×コブクロ），是一個由絢香與可苦可樂組成的團體。

## 成員
- 絢香
- 可苦可樂
  - 小淵健太郎
  - 黑田俊介

## 概要
2007年，在日産與華納音樂（日本）的合作之下，成立了一個新的音樂部門，「CUBE LOVES MUSIC」，絢香×可苦可樂是這個部門的第一波主打藝人。
因與可苦可樂同一個唱片公司，而且在「Music Fair」與「Music Lovers」兩個節目共同演出而感到意氣投合，於是就成立了這個團體。
2006年8月21日
在這段時間內，雙方互相調整行程表，共同在錄音室內完成「WINDING ROAD」這首歌曲。

## 作品

### 單曲
- WINDING ROAD（日產Cube廣告曲、2007年2月28日發行）
- (與你一起) （2008年9月24日發行）

## 外部連結
- 絢香 official web site （页面存档备份，存于）（研音官方網站）
- ayaka/絢香 （页面存档备份，存于）（日本華納音樂官方網站）
- 可苦可樂官方網站 （页面存档备份，存于）
- コブクロ（日本華納音樂官方網站）
- 日産・Cube
- 日産・Cube　CubeBlog